# Kvalifikacije za popunu Druge savezne lige 1960.
U ljeto 1960. 20 momčadi iz SFRJ borile su se u kvalifikacijama za 4 mjesta u Drugoj saveznoj ligi 1960./61.

## Sudionici
Za dva mjesta u zapadnoj skupini Druge savezne lige bore se ekipe Slovenije, Hrvatske i BiH; one iz Srbije, Crne Gore i Makedonije natječu se za dva mjesta u istočnoj skupini.
| Slovenija                                  | Hrvatska | Bosna i Hercegovina                                                                                           | Srbija | Srbija | Srbija                                     | Crna Gora                                   | Makedonija                                   |
| Slovenija                                  | Hrvatska | Bosna i Hercegovina                                                                                           | Vojvodina | Središnja Srbija | Kosovo                                     | Crna Gora                                   | Makedonija                                   |
| ------------------------------------------ | --- | --- | --- | --- | ------------------------------------------ | ------------------------------------------- | -------------------------------------------- |
| - Branik Maribor Slovenska zona: 1. mjesto | - Uljanik Pula Riječko-pulska zona: 1. mjesto - Karlovac XIV. zona: 1. mjesto - Metalac Zagreb Zagrebačka zona: 1. mjesto - Sloboda Varaždin III. zona: 1. mjesto - Borovo Slavonska zona: 1. mjesto - Dalmatinac Split Dalmatinska zona: 1. mjesto | - Čelik Zenica I. zona: 1. mjesto - Jedinstvo Brčko II. zona: 1. mjesto - Borac Čapljina III. zona: 1. mjesto | - Dinamo Pančevo Vojvođanska liga: 1. mjesto - Bačka B. Palanka Vojvođanska liga: 2. mjesto - B. J. Bečej Vojvođanska liga: 3. mjesto | - Metalac Beograd Zonska liga Beograd: 1. mjesto - Metalac Valjevo Posavsko-podunavska zona: 1. mjesto - Sloga Kraljevo Kragujevačka zona: 1. mjesto - Dubočica Leskovac Niška zona: 1. mjesto | - Rudar Stari Trg Kosovska zona: 1. mjesto | - Lovćen Cetinje Crnogorska liga: 1. mjesto | - Pelister Bitolj Makedonska liga: 1. mjesto |

## Zapad

### 1. grupa
- Branik Maribor (1. u Slovenskoj zoni)
- Metalac Zagreb (1. u Zagrebačkoj zoni)
- Karlovac (1. u zoni Sisak – Karlovac – Gospić)
- Sloboda Varaždin (1. u III. zoni prvenstva Hrvatske)
- Uljanik Pula (1. u zoni Rijeka − Pula)

| Prva momčad    | Ukupno  | Druga momčad     | 1. utakmica | 2. utakmica |         |         |         |         |
| 1. kolo        | 1. kolo | 1. kolo          | 1. kolo     | 1. kolo     | 1. kolo | 1. kolo | 1. kolo | 1. kolo |
| -------------- | ------- | ---------------- | ----------- | ----------- | ------- | ------- | ------- | ------- |
| Karlovac       | 5:3     | Uljanik Pula     | 2:3         | 3:0         |         |         |         |         |
| Polufinale     |         |                  |             |             |         |         |         |         |
| Karlovac       | 5:0     | Metalac Zagreb   | 1:0         | 4:0         |         |         |         |         |
| Branik Maribor | 10:1    | Sloboda Varaždin | 8:0         | 2:1         |         |         |         |         |
| Finale         |         |                  |             |             |         |         |         |         |
| Karlovac       | 5:0     | Branik Maribor   | 2:0         | 3:0         |         |         |         |         |

NK Branik bio je upleten u aferu trovanja hranom uoči utakmice protiv NK Karlovca. Kao izravna posljedica, klub je raspušten 11. kolovoza 1960. Karlovac je dobio prvu utakmicu 2:0, međutim, tjedan dana kasnije u Mariboru tijekom boravka u hotelu Orel, cijela je momčad hospitalizirana s teškim slučajem proljeva. Nešto je bilo stavljeno u palačinke. Hrvati su se vratili kući prije uzvrata, a 10.000 navijača Branika na stadionu je uzalud čekalo početak uzvrata.

Kako su se Karlovčani razboljeli do danas je nejasno. Najprije su osumnjičeni bili neki od navijača Branika, no Okružni sud u Mariboru oslobodio ih je svake krivnje. Testiranjem hrane mariborskog higijenskog zavoda utvrđeno je da hrana koja se poslužuje u hotelu Orel nije ni na koji način pokvarena. U postupku na Okružnom sudu u Mariboru, gdje je ispitano 40 svjedoka iz Maribora i Karlovca, utvrđeno je da nije moguće utvrditi tko je odgovoran za trovanje hranom i je li do njega uopće došlo. Na kraju, Okružni sud oslobodio je NK Branik svake krivnje. Iako je pravi krivac do danas ostao nepoznat – domaćini su osramoćeni, klub diskvalificiran i raspušten. Čelnici NK Branik kasnije su osnovali novi klub, pod istim imenom, koji se s manjim uspjehom natjecao u nižim jugoslavenskim ligama, a raspušten je krajem 1970-ih.
Karlovac se plasirao u Drugu saveznu ligu – Zapad.

### 2. grupa
- Dalmatinac Split (1. u Dalmatinskoj zoni)
- Borovo (1. u Slavonskoj zoni)
- Čelik Zenica (1. u I. zoni BiH)
- Jedinstvo Brčko (1. u II. zoni BiH)
- Borac Čapljina (1. u III. zoni BiH)

| Prva momčad  | Ukupno  | Druga momčad     | 1. utakmica | 2. utakmica |         |         |         |         |
| 1. kolo      | 1. kolo | 1. kolo          | 1. kolo     | 1. kolo     | 1. kolo | 1. kolo | 1. kolo | 1. kolo |
| ------------ | ------- | ---------------- | ----------- | ----------- | ------- | ------- | ------- | ------- |
| Čelik Zenica | 6:2     | Jedinstvo Brčko  | 4:2         | 2:0         |         |         |         |         |
| Polufinale   |         |                  |             |             |         |         |         |         |
| Čelik Zenica | 5:0     | Borac Čapljina   | 4:0         | 1:0         |         |         |         |         |
| Borovo       | 6:4     | Dalmatinac Split | 3:0         | 3:4         |         |         |         |         |
| Finale       |         |                  |             |             |         |         |         |         |
| Čelik Zenica | 2:1     | Borovo           | 2:1         | 0:0         |         |         |         |         |

Čelik Zenica plasirao se u Drugu saveznu ligu – Zapad.

## Istok

### 1. grupa
- Dinamo Pančevo (1. u Vojvođanskoj ligi)
- Bačka B. Palanka (2. u Vojvođanskoj liga)
- Bratstvo Jedinstvo Bečej (3. u Vojvođanskoj ligi)
- Metalac Beograd (1. u Zonskoj ligi Beograd)
- Metalac Valjevo (1. u Posavsko-podanavskoj zoni)

| Prva momčad       | Ukupno  | Druga momčad     | 1. utakmica | 2. utakmica |         |         |         |         |
| 1. kolo           | 1. kolo | 1. kolo          | 1. kolo     | 1. kolo     | 1. kolo | 1. kolo | 1. kolo | 1. kolo |
| ----------------- | ------- | ---------------- | ----------- | ----------- | ------- | ------- | ------- | ------- |
| Dinamo Pančevo    | 3:2     | Metalac Valjevo  | 3:1         | 0:1         |         |         |         |         |
| Polufinale        |         |                  |             |             |         |         |         |         |
| Dinamo Pančevo    | 3:2     | Metalac Beograd  | 3:1         | 0:1         |         |         |         |         |
| Bratstvo J. Bečej | 2:5     | Bačka B. Palanka | 0:2         | 2:3         |         |         |         |         |
| Finale            |         |                  |             |             |         |         |         |         |
| Dinamo Pančevo    | 2:6     | Bačka B. Palanka | 1:3         | 1:3         |         |         |         |         |

Bačka B. Palanka plasirala se u Drugu saveznu ligu – Istok.

### 2. grupa
- Sloga Kraljevo (1. u Kragujevačkoj zoni)
- Dubočica Leskovac (1. u Niškoj zoni)
- Rudar Stari Trg (1. u Kosovskoj zoni)
- Pelister Bitolj (1. u Makedonskoj zoni)
- Lovćen Cetinje (1. u Crnogorskoj zoni)

| Prva momčad       | Ukupno  | Druga momčad      | 1. utakmica | 2. utakmica |         |         |         |         |
| 1. kolo           | 1. kolo | 1. kolo           | 1. kolo     | 1. kolo     | 1. kolo | 1. kolo | 1. kolo | 1. kolo |
| ----------------- | ------- | ----------------- | ----------- | ----------- | ------- | ------- | ------- | ------- |
| Sloga Kraljevo    | 2:4     | Dubočica Leskovac | 2:0         | 0:4         |         |         |         |         |
| Polufinale        |         |                   |             |             |         |         |         |         |
| Dubočica Leskovac | ?:?     | Rudar Stari Trg   | 4:2         | ?:?         |         |         |         |         |
| Pelister Bitolj   | 3:5     | Lovćen Cetinje    | 3:3         | 0:2         |         |         |         |         |
| Finale            |         |                   |             |             |         |         |         |         |
| Rudar Stari Trg   | 7:2     | Lovćen Cetinje    | 6:0         | 1:2         |         |         |         |         |

Rudar Stari Trg plasirao se u Drugu saveznu ligu – Istok.

## Unutrašnje poveznice
- Druga savezna liga Jugoslavije u nogometu 1959./60.
- 3. ligaški rang 1959./60.

## Vanjske poveznice
- HRnogomet
- SISTEM TAKMIČENJA U JUGOSLAVIJI 1955.-1962.
- Vremeplov 4: Ligaška takmičenja od 1945-1992. godine
- rsssf.com